# Полиция Арубы
Полицейские силы Арубы (нидерл. Korps Politie Aruba, папьям. Cuerpo Policial Aruba) — правоохранительный орган исполнительной власти, сформированный 1 января 1986 года в результате формирования полунезависимого государства Аруба в составе Королевства Нидерланды.
Полицейские силы предназначены для защиты прав, здоровья и безопасности граждан Арубы, иностранных граждан и лиц без гражданства непосредственно, либо через министерство юстиции и социальных дел Арубы.
В пределах своих компетенции, руководство полицейскими силами осуществляет комиссар полиции и правительство Арубы.

## История
Изначально правоохранительную функцию по защите жителей острова осуществлял недоукомплектованный полицейским корпусом, который на момент 1923 года состоял всего из 8 полицейских Нидерландов. Долгое время первым и единственным полицейским участком был старинный арабуанский дом, построенный на углу улиц Казернестраат—Театерстраат в Синт-Николасе. До 1939 года, вплоть до передачи участка в пользу службе по общественным работам и сноса в 1950 году, участок также являлся главным управлением полицейских сил Нидерландов на о. Арубы. После передачи участка в Синт-Николасе, единственной полицейской станцией стало управление полиции Ораньестада, которое расположилось в знаменитом форте Зутман, однако в 1967 году управление было перенесено в новое, более крупное здание.
Некоторое время, пожарная охрана Арубы, а именно в период с 1954 по 1977 год, из-за малого количества квалифицированного персонала, находилась в ведении полицейских сил на Арубе, а некоторые офицеры совмещали свою должность с пожарным.
C 1970 годов, полицейские силы на Арубе, а позже и сама полиция Арубы начали использовать мотоциклы и сформировали отдельный мотоциклетный дивизион.

## Организационная структура
Полицейские силы Арубы находятся в подчинении Министерства юстиции и социальных дел Арубы. Высшую власть совместно, в рамках группы управления, формируют комиссары каждого подразделения. Непосредственным главой назначается комиссар патрульной полиции.
Полицейские силы Арубы состоят из трёх основных и одного международного подразделений:
- Патрульная полиция Арубы;

— Патрульный дивизион;
— Туристическая полиция;
— Дивизион правоохранительных сил.
- Полиция уголовного розыска Арубы;

— Судебно-экспертная служба;
— Детективное бюро.
- Силы специального назначения Арубы;

— Кинологическая служба;
— Пограничная охрана;
— Мотоциклетный дивизион;
— Силы по борьбе с беспорядками;
- Национальное центральное бюро по борьбе с терроризмом, безопасности и Интерполу Арубы[4].

## Взаимодействие с другими структурами
При выполнении своих задач, полиция Арубы, как правило, сотрудничает с другими службами, привлекая их к ситуации. Наиболее активно полиция сотрудничает со скорой помощью Арубы, госпиталями и больницами, а также пожарной службой. В рамках борьбы с терроризмом, полиция Арубы начала активное сотрудничество с Интерполом. Для борьбы с наркотиками и работорговлей, полиция, как правило, подключает королевских конных егерей Нидерландов — вооружённые формирования Нидерландов, дислоцированные на острове.
Также полиция сотрудничает и с неправительственными организациями, наподобие Slachtofferhulp.

## Станции
Полиция имеет всего 4 полицейские станции на всей территории острова, один из которых, на территории Макуарины (Санта-Круз) является действующей штаб-квартирой. Помимо основных станций, в ведении полиции находятся посты и блок-посты, находящиеся преимущественно в местах скопления туристов. Каждая станция подчиняется сержанту полиции (либо более старшему по званию — звания выше сержанта выдаются за выслугу или особые заслуги), а тот — непосредственно комиссару, его заместителю или суперинтенданту района станции.

## Система званий
|                    |                               |                       |                        |                        |                                    |                              |                            |                               |
| Agent in opleiding | Agent van politie 1ste klasse | brigadier van politie | hoofdagent van politie | inspecteur van politie | inspecteur van politie 1ste klasse | hoofd inspecteur van politie | commissaris van politie    | hoofd commissaris van politie |
| Рекрут             | Констебль                     | Капрал                | Сержант                | Лейтенант              | Лейтенант 1-го класса              | Капитан Суперинтендант       | Помощник комиссара полиции | Комиссар полиции              |

## Список комиссаров полиции
| № | Ф.И.О.              | Годы службы  | Примечания |
| - | ------------------- | ------------ | ---------- |
| 1 | Роланд В. Петерсон  | 1986 — 1989  |            |
| 2 | Лукас Э. Расмейн    | 1990 — 1996  |            |
| 3 | Алвин Р. Нектар     | 1997 — 2003  |            |
| 4 | Роланд Ф. Бернадина | 2003 — 2006  |            |
| 5 | Питер Д. Витте      | 2006 — 2010  |            |
| 6 | Адольфо Р. Ричарсон | 2010 — 2018  |            |
| 7 | Эндрю Ху            | 2018 — 2020  |            |
| 8 | Ванесса Тьон-Кок    | 2020 — н. в. |            |